# La Ròca de Pèrnas
La Ròca de Pèrnas (en francès La Roque-sur-Pernes) és un municipi francès situat al departament de la Valclusa i a la regió de Provença – Alps – Costa Blava.

## Demografia
| 1962                                       | 1968 | 1975 | 1982 | 1990 | 1999 | 2006 |
| ------------------------------------------ | ---- | ---- | ---- | ---- | ---- | ---- |
| 175                                        | 233  | 235  | 262  | 357  | 447  | 411  |
| Des de 1962: població sense dobles comptes |      |      |      |      |      |      |

## Administració
| Període   | Identitat        | Partit |
| --------- | ---------------- | ------ |
| 1976-1990 | Marcel Fally     |        |
| 1990-1995 | Léo Labarbarie   |        |
| 1995-     | Joseph Bernhardt |        |